# 13722 Campobagatin
13722 Campobagatin è un asteroide della fascia principale. Scoperto nel 1998, presenta un'orbita caratterizzata da un semiasse maggiore pari a 2,6243263 UA e da un'eccentricità di 0,2108671, inclinata di 2,52192° rispetto all'eclittica.